# Franz Xaver Kugler

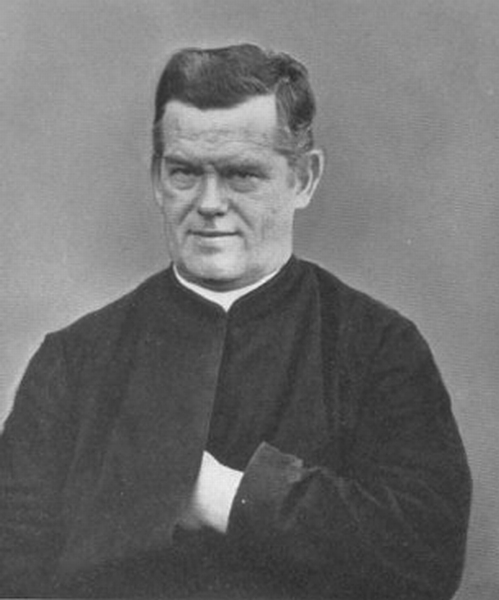
Franz Xaver Kugler.

Franz Xaver Kugler, född den 27 november 1862 i Königsbach, Rheinpfalz, död den 25 januari 1929 i Luzern, var en tysk astronom och assyriolog.  
Kugler studerade i München, trädde 1886 in i jesuitorden och blev 1894 professor i astronomi och matematik vid Ignatius-kollegiet i Valkenburg i Nederländerna. Sedan 1898 fortsatte Kugler den av Epping påbörjade vetenskapliga bearbetningen av babyloniska kilskrifter, främst av astronomiskt och religiöst innehåll, och i facktidskrifter meddelade han enstaka preliminära resultat av sina studier. 
Av speciellt astronomiskt intresse är hans skrifter: Die Babylonische Mondrechnung (1900) och Sternkunde und Sterndienst in Babel, I—II, med Ergänzungen (1907—14). Dette arbejde fullbordades med Sternkunde und Sterndienst in Babel, II, 2:a häftet (Münster 1924), som innehåller den assyro-babyloniska kronologin från 800—600-talet f.Kr. och den babyloniska kronologin från 500-talet—första århundradet f.Kr.. Vidare utgav han Sibyllinischer Sternkampf und Phaeton in naturgeschichtlicher Beleuchtung (Münster 1927).